# Javůrek
Javůrek település Csehországban, a Brno-vidéki járásban. Javůrek Říčky, Maršov, Domašov, Veverská Bítýška, Veverské Knínice, Lesní Hluboké, Lažánky és Hvozdec településekkel határos. Lakosainak száma 366 fő (2024. január 1.).

## Népesség
A település lakosságának változását az alábbi diagram mutatja:
| Lakosok száma | 544  | 507  | 463  | 372  | 314  | 235  | 297  | 327  | 335  | 366  |
|               | 1869 | 1890 | 1921 | 1950 | 1980 | 2001 | 2017 | 2019 | 2022 | 2024 |